# Jardín Botánico Lal Bagh
El Jardín Botánico Lal Bagh (Kannada: ಲಾಲ್ ಬಾಗ್, en hindi: लाल बाग़) o en inglés: Lal Bagh Botanical Garden que significa "El jardín Rojo", es un jardín botánico de unos 971.000 m² de extensión, en Bangalore, India. El jardín fue creado por el comisionado de Mysore, Hyder Ali.
Alberga un reconocido invernadero en el que se realizan exhibiciones florales, así como una de las mayores colecciones de plantas tropicales de la India, un acuario y un lago.
Su código de reconocimiento internacional como institución botánica, así como las siglas de su herbario es LALBB.

## Localización
Lalbagh es un Jardín Botánico que tiene 97,1 ha y está situado en la parte meridional de Bangalore.
- A una distancia de 3,5 km del M.G Road, el corazón de la ciudad
- Aproximadamente 4,5 km de la estación del ferrocarril de la ciudad de Bangalore,
- A 12 km del aeropuerto.

Lalbagh Botanical Garden Department of Horticulture, Karnataka State Government, Bangalore 560 004, Karnataka, India.
Planos y vistas satelitales.12°57′0″N 77°35′24″E / 12.95000, 77.59000

## Historia
Hyder Ali financió la construcción de este jardín en 1760, pero su hijo el Sultán de Tipu lo terminó. 
Posteriormente fueron proclamados como jardines botánicos del gobierno por los británicos en 1856. Desde entonces, Lal Bagh se reconoce como el catalizador en propulsar a Karnataka y a Bangalore a la vanguardia del desarrollo hortícola indio. 
El jardín tiene unas 1000 especies de plantas. La casa de cristal, fue diseñada tomando como modelo el Palacio de Cristal de Londres. (ahora remodelado con una disposición diferente), es el centro de atracción. Hyder Ali con la construcción y su hijo que añadió abundantes plantas, importando árboles y plantas de varios países, ayudaron a que estos jardines botánicos adquirieran gran fama.
Los jardines de Lalbagh fueron financiados durante el siglo XVIII y con el transcurso de los años adquirió el primer reloj floral de la India y la colección de plantas raras más grande de los subcontinentes. El jardín también tiene árboles que sobrepasan los 100 años de edad.
Los jardines rodean una de las torres erigidas por el fundador de Bangalore, Kempe Gowda.

## Colecciones

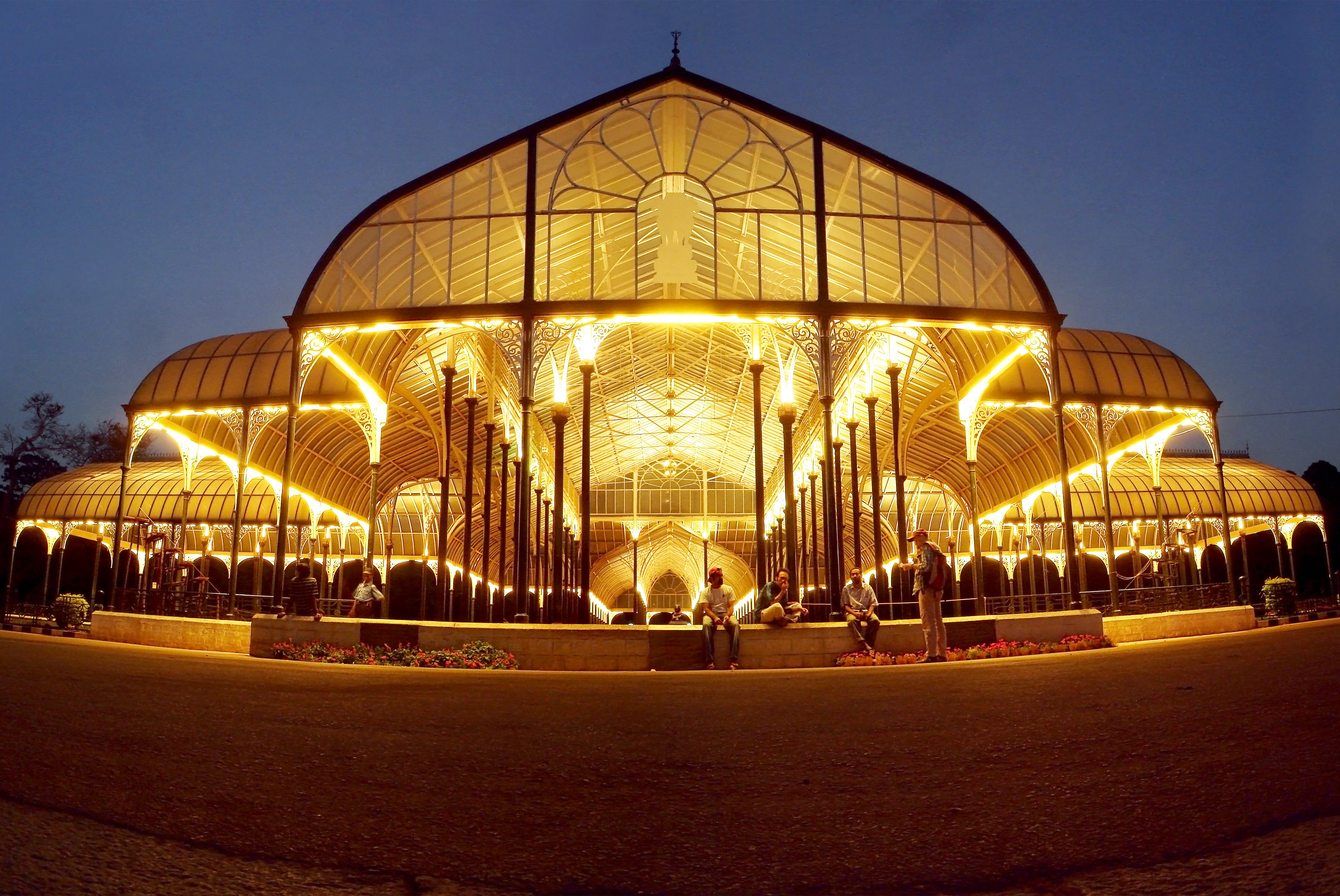
El invernadero de noche.

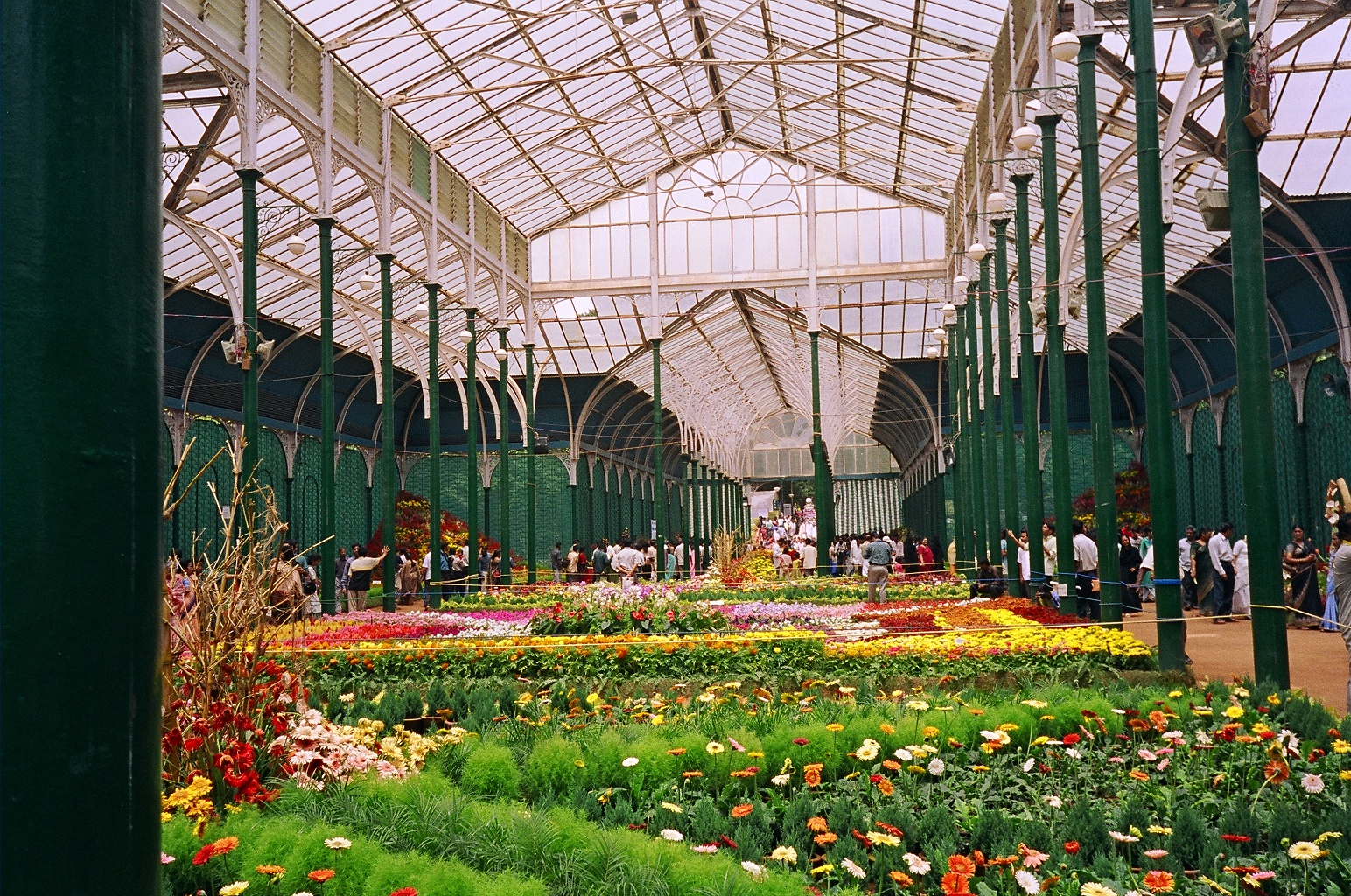
La casa de cristal de Lal Bagh

Hyder Ali se decidió a crear este jardín en imitación de los jardines de Mughal que tenían un gran renombre durante su tiempo. 
El parque tiene numerosas especies raras de plantas traídas de Persia, de Afganistán y de Francia. Con un sistema de riego sofisticado, este jardín estético se diseña, con céspedes, arriates florales, planos de agua para lotos y fuentes. La mayoría de los viejos árboles centenarios se etiquetan para su fácil identificación. 
Entre sus colecciones merecen ser destacadas:
- Plantas de la Flora de la India.
- Colección de orquídeas
- Plantas trepadoras, dispuestas sobre estructuras metálicas y de madera.
- Plantas medicinales
- Plantas anuales
- Colección de Bonsáis
- Colección de Crotons
- Nymphaeas
- Dahlias
- Bouganvilleas
- Hibiscus
- Cassias
- Dioscoreas
- Rosas

## Curiosidades
- La roca de Lal Bagh, una de las más viejas formaciones de roca en la tierra, fechada con una antigüedad de 3000 millones de años, es una de las atracciones que atrae a muchedumbres al jardín botánico.
- Como una ventaja para los caminantes, los turistas y los deportistas, las puertas están abiertas de 6 a 9 y de 18 a 19, como entrada libre. La entrada para los niños de escuela y las personas con discapacidad es libre durante todo el día.
- El jardín lleva a cabo una serie de exhibiciones florales a lo largo del año, especialmente en el día de la República India (26 de enero). Las exhibiciones florales que se producen cada año, tienen la finalidad de educar a la gente sobre la diversidad de la flora y a ayudar a fomentar el hábito creciente del cultivo de plantas entre el público.

Imágenes de Lalbagh
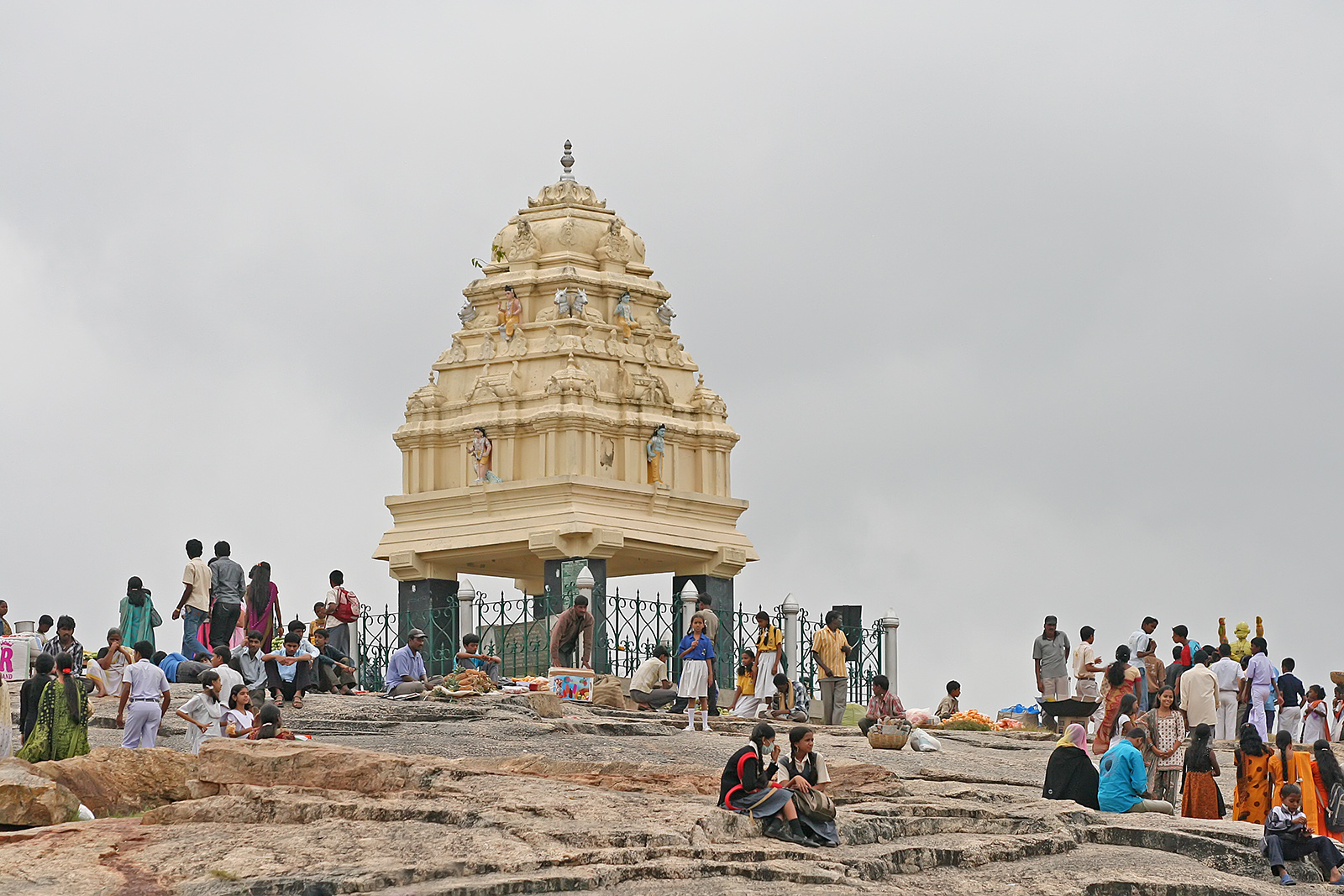
La Torre Kempegowda en Lal Bagh
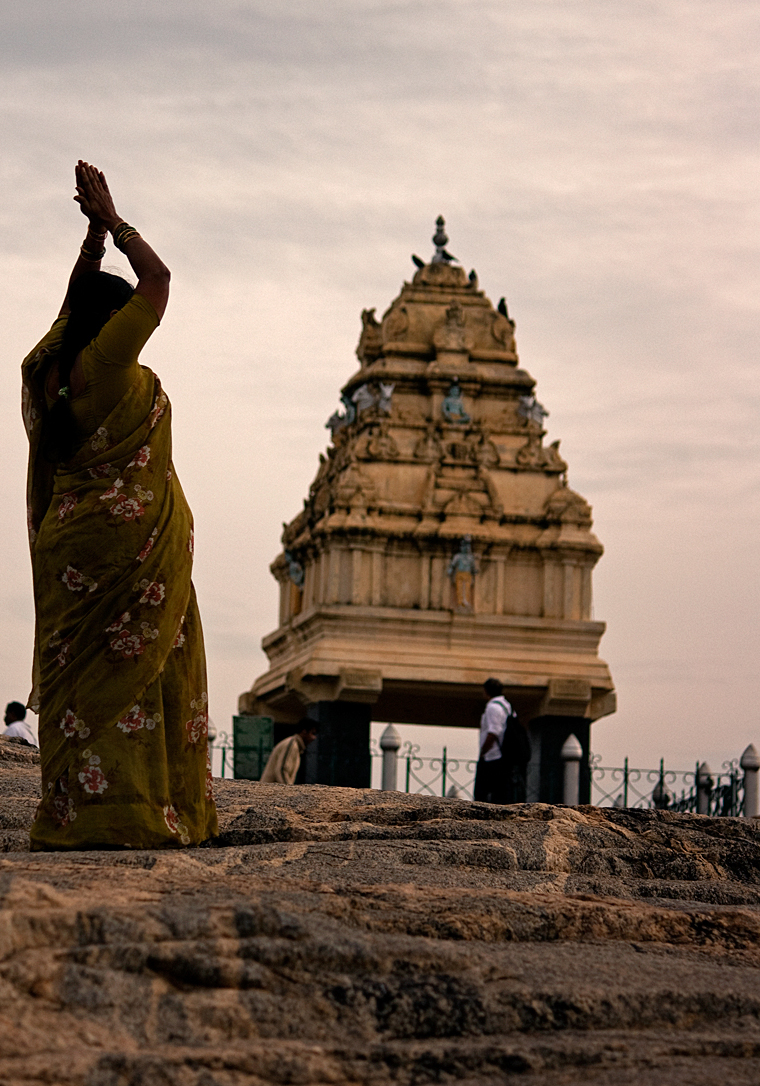
Mujer rezando frente a la Torre Kempegowda
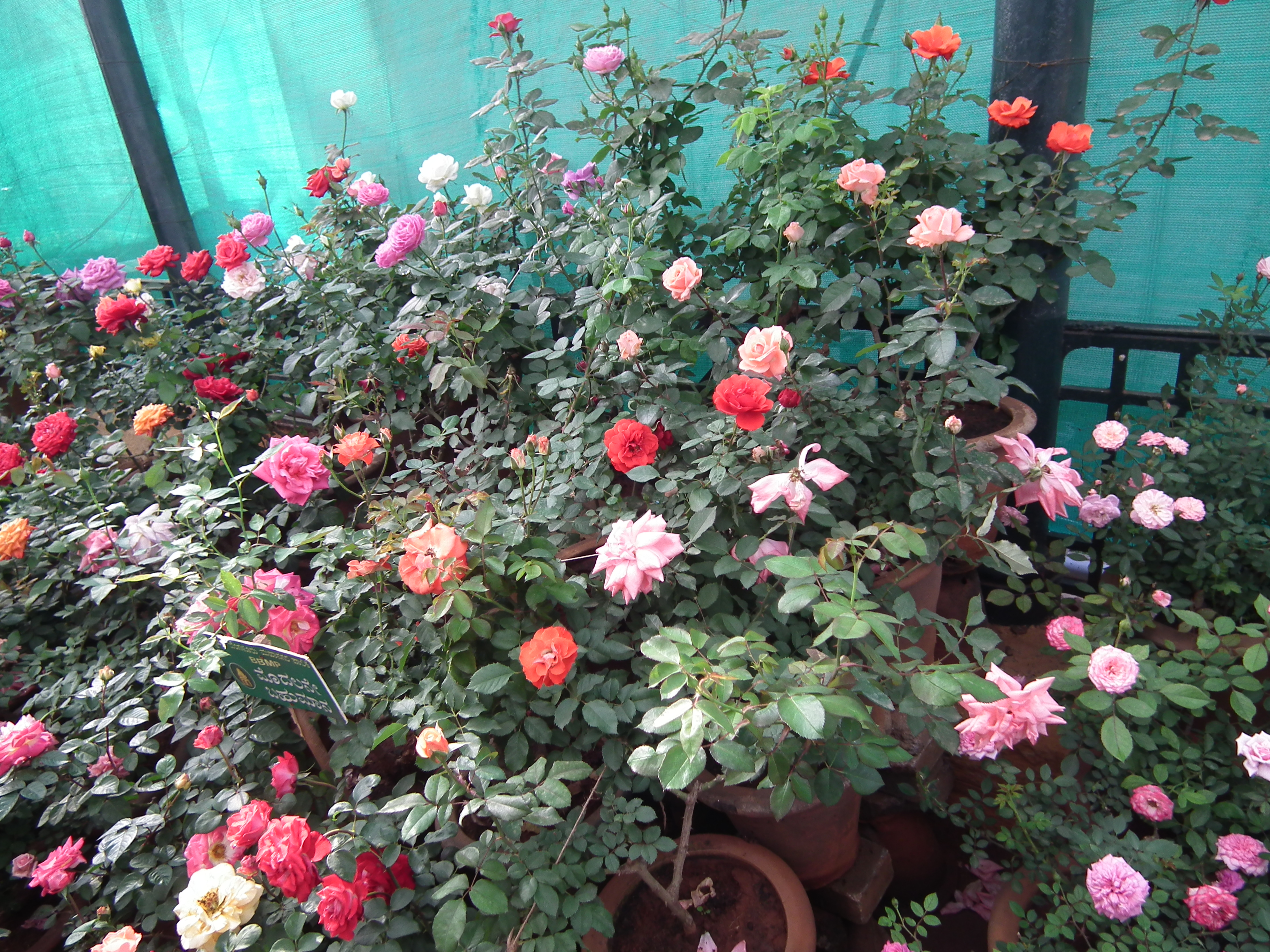
Rosas en Lal Bagh
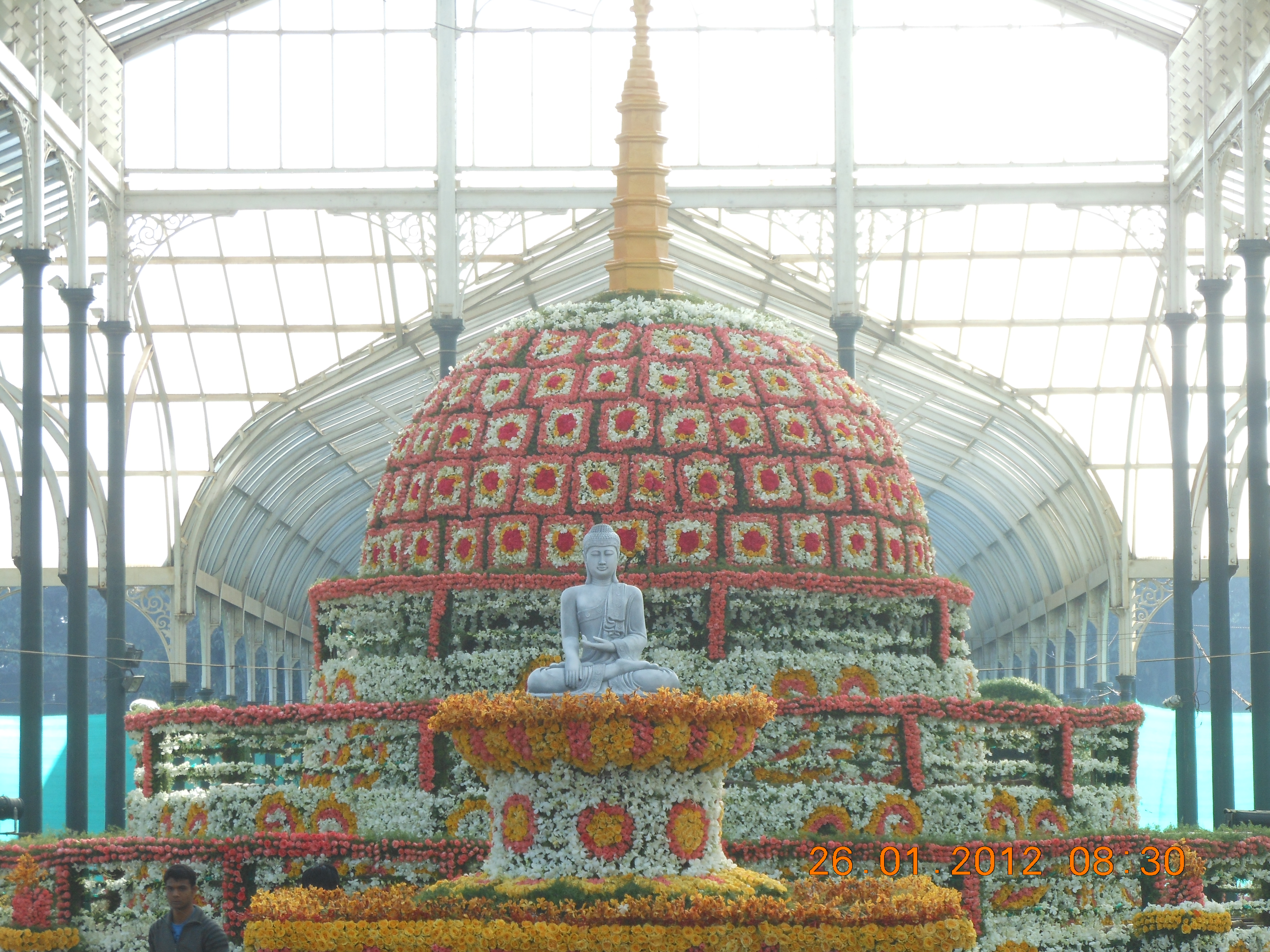
Exhibición floral en La Casa de Cristal, Lal Bagh
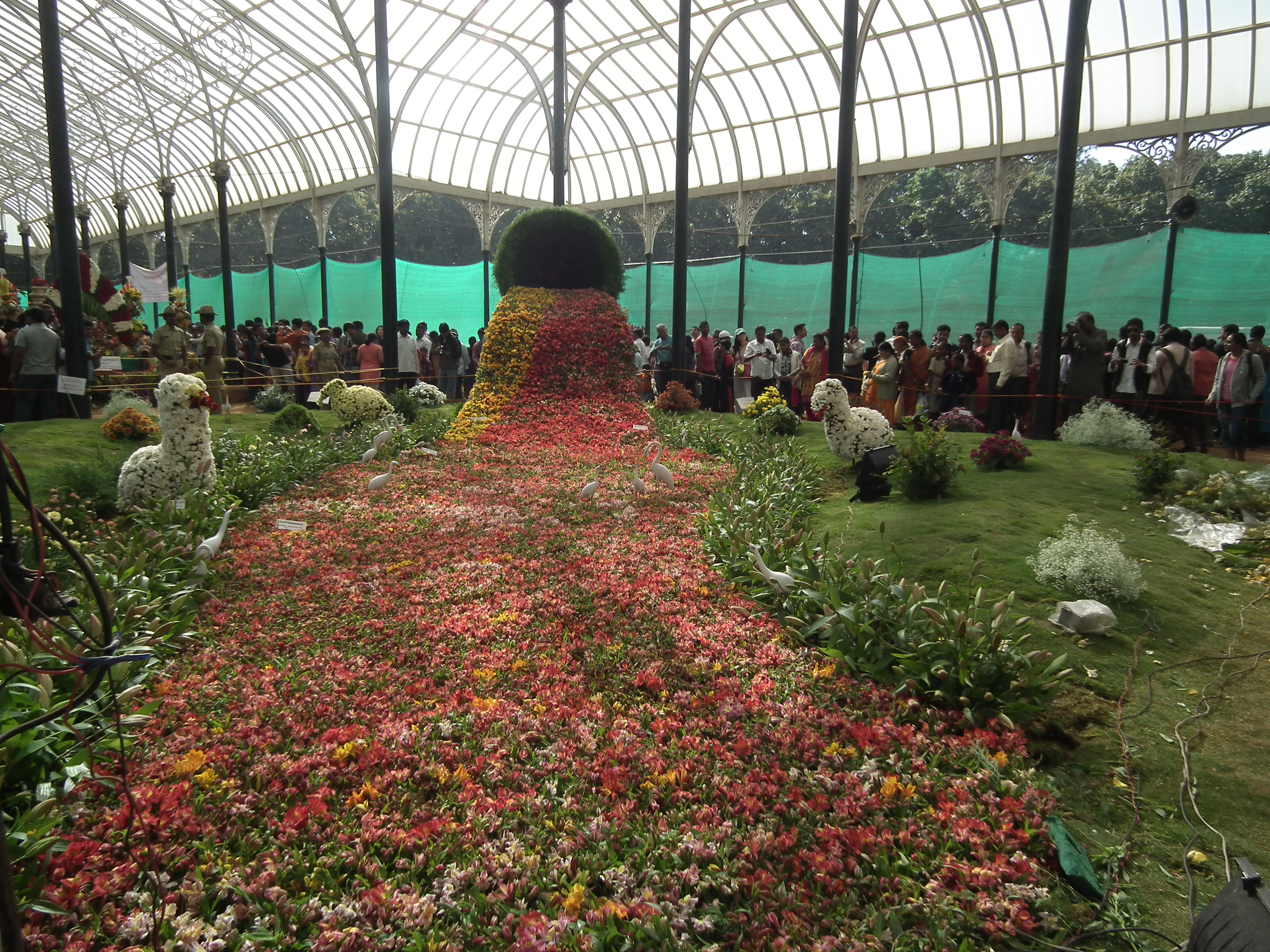
Exhibición floral del 2012, Lal Bagh
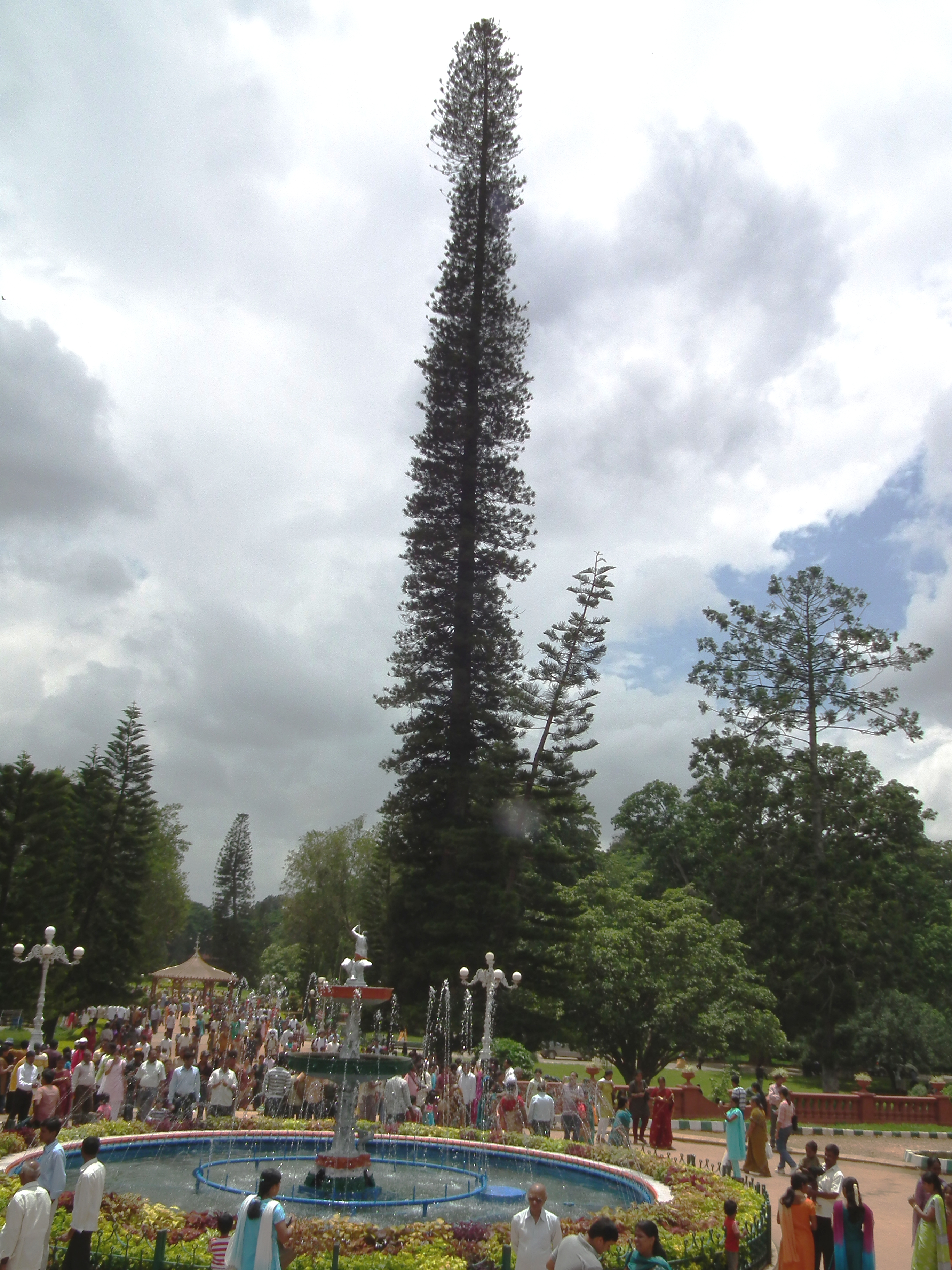
Enfrente de la La Casa de Cristal, Lal Bagh
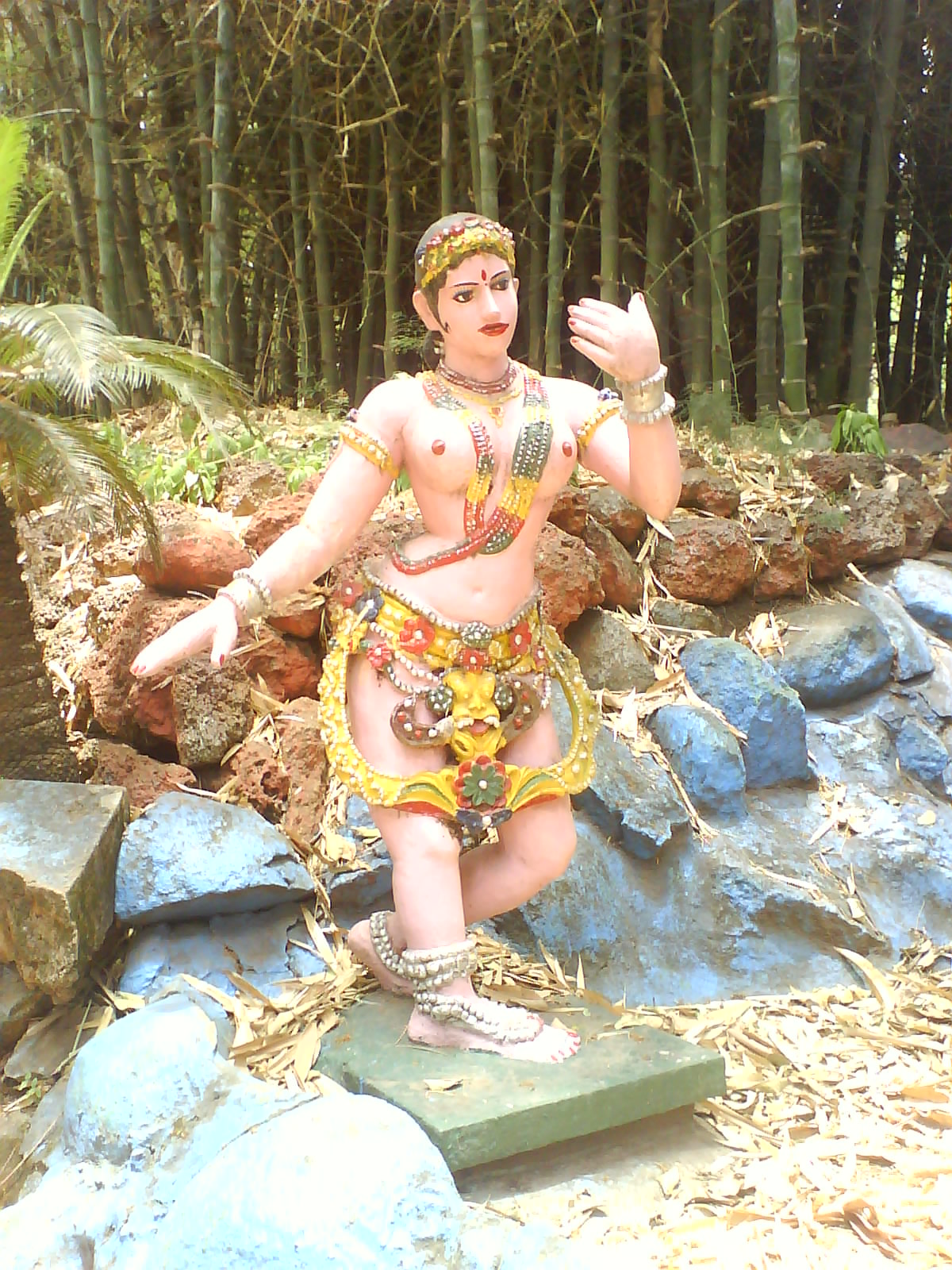
Prathima, Lal Bagh